# Hans Zitzelsberger
Hans Zitzelsberger (* 20. Juli 1906 in Parsberg, Oberpfalz; † 29. März 2006 in Ensdorf) war ein deutscher Priester, Lehrer, Hochschullehrer und Heimatforscher.

## Leben
Zitzelsberger wurde als eines von zehn Kindern in einer Handwerksfamilie geboren. Seine Mutter war Frau Anna Zitzelsberger, geborene Gloßner. Sein Vater war der Schneidermeister Karl Zitzelsberger.
Zitzelsberger besuchte die Grundschule in Parsberg. Danach ging er auf das Alte Gymnasium Regensburg.
Schon mit 16 Jahren entschied er sich für das Ordensleben. 1923 trat er als Aspirant in das Kloster Ensdorf ein und begann dort sein Noviziat. 1924 legte er bei den Salesianern Don Boscos im Kloster Ensdorf als jüngster Novize zusammen mit 50 anderen die erste Profess ab, 1927 dann die ewige Profess.
Zitzelsberger wurde zur Fortsetzung seiner Ausbildung in das Knabenseminar St. Josef in Burghausen versetzt. Dort machte er 1928 sein Abitur.
Zitzelsberger absolvierte ein pädagogisches Praktikum. Danach studierte er Philosophie und Theologie an der Hochschule der Salesianer Turin und an der Philosophisch-Theologischen Hochschule Benediktbeuern.
1933 wurde Zitzelsberger von Bischof Joseph Kumpfmüller in Benediktbeuern zum Priester geweiht. Bei seiner Primiz zu Hause in Parsberg durfte er nur in der Pfarrkirche feiern, weil die Nationalsozialisten bereits den volkstümlich üblichen Festzug des Primizianten vom Elternhaus zur Kirche verboten hatten.
Zitzelsberger arbeitete als Neupriester und Lehrer in Helenenberg, wo die Salesianer eine Ausbildungsstätte hatten. Hier zeigte sich seine große Begabung als Lehrer und er wurde von seinem Orden zum Studium der Germanistik an die Ludwig-Maximilians-Universität München geschickt. Neben seinem Studium unterrichtete er weiter in Ensdorf und Amberg.
1939 absolvierte Zitzelsberger an der Julius-Maximilians-Universität Würzburg sein Staatsexamen für Deutsch, Geschichte und Erdkunde. 1941 promovierte er mit einer Arbeit zum Thema Das Kloster Ensdorf von der Gründung bis zur Reformation. Da die Nationalsozialisten alle ordenseigenen Schulen geschlossen hatten, bekam er keine Anstellung als Lehrer. Deshalb übertrug ihm der Orden eine Priesterstelle in Viechtach, Niederbayern und rettete ihn so vor dem Kriegsdienst. Als der Salesianerorden 1949 den Schulbetrieb im Kloster Buxheim wieder aufnahm, arbeitete Zitzelsberger dort bis 1956 als Studiendirektor.
Dann leitete er für ein Jahr das Schülerheim „Stella Maris“ in Kempten. Von 1957 bis 1966 arbeitete Zitzelsberger als Studienprofessor an der Oberstufe des Gymnasiums in Benediktbeuern. Gleichzeitig lehrte er als Dozent Geschichte der Philosophie an der Hochschule Benediktbeuern.
Von 1966 bis 1974 leitete er das Gymnasium von Buxheim. 1969 half er für 3 Monate gleichzeitig als kommissarischer Schulleiter des Antoniuskollegs in Neunkirchen-Seelscheid aus.
1974 kehrte Zitzelsberger ins Kloster Ensdorf zurück. Hier lehrte er die Fächer Deutsch, Geschichte und Religion an der Unterstufe des Internatsgymnasiums und war gleichzeitig in der Pfarr- und Krankenhausseelsorge tätig. Von 1978 bis 1984 gehörte er dem Gemeinderat Ensdorf an. Der Gemeinderat von Ensdorf beauftragte Zitzelsberger mit der Herstellung der Chronik von Ensdorf.
Zitzelsberger beschäftigte sich mit der Heimatforschung. Er publizierte zahlreiche Artikel in der Zeitschrift Oberpfalz. Seine Doktorarbeit über das Kloster Ensdorf baute er zu einer umfangreichen Chronik von Ensdorf aus, die er 1991 vorstellte.
Zitzelsberger wurde auf dem Klosterfriedhof in Ensdorf beerdigt.

## Ehrungen
1977 erhielt Zitzelsberger den Titel eines Bischöflich Geistlichen Rates des Bistums Regensburg. 1991 wurde er Ehrenbürger von Ensdorf. 1996 wurde er mit der Goldenen Ehrennadel des Landkreises Amberg-Sulzbach ausgezeichnet.

## Veröffentlichungen (Auswahl)
- Literarische Klosterkultur in der Oberpfalz: Festschrift zum 300. Geburtstag von Pater Odilo Schreger zusammen mit Manfred Knedlik, Alfred Wolfsteiner, Verlag Laßleben, Kallmünz 1997, ISBN 978-3784711638.
- Ensdorf, ehemalige Benediktinerabtei – seit 1803 Pfarrkirche, Kunstführer zusammen mit Heribert Batzl, Schnell & Steiner, 1997, ISBN 978-3-7954-4458-7
- Chronik von Ensdorf, Gemeindeverwaltung, Ensdorf 1991.
- Reichskartausenkirche Buxheim: Annakapelle, Museum, Pfarrkirche, 1967.
- Die Geschichte des Klosters Ensdorf von der Gründung bis zur Auflösung in der Reformation 1121–1525 in Verhandlungen des Historischen Vereins für Oberpfalz und Regensburg 95, 1954, S. 5–171 (online als PDF, 13 MB).